# Парти (събиране на хора)
 Тази статия е за празненството.  За древния народ вижте Партско царство.  
Партито (на английски: party) е модерен термин за събиране на хора, обикновено с покана, за почерпка и развлечение. То има за цел общуване, разговор, отдих или е част от фестивал или друго възпоменание или честване на специален повод. Партито често включва храна и напитки и разговори, музика, танци или други форми на забавление.
Някои партита се провеждат в чест на конкретен човек, ден или събитие като парти за рожден ден, парти Super Bowl или парти за Деня на Свети Патрик. Партита от този вид често се наричат празненства. Публичните партита понякога се провеждат в ресторанти, кръчми, бирени градини, нощни клубове или барове и хората, които присъстват на такива партита, могат да бъдат таксувани от домакина. Големи празненства по обществените улици могат да празнуват събития като подписването на мирен договор, слагащ край на дълга война.

## Парти за рожден ден
Партито за рожден ден е честване на годишнината от рождението на лицето, което се почита.
Партитата за рожден ден включват редица общи ритуали. Гостите могат да бъдат помолени да донесат подарък за удостоеното лице. Местата за парти често са украсени с цветни декорации като балони и ленти. Тортата за рожден ден обикновено се сервира със запалени свещи, които трябва да бъдат духнати, след като е направено „пожелание за рожден ден“. Лицето, което ще бъде удостоено, ще получи първото парче торта. Докато тортата за рожден ден се носи на масата, гостите пеят песента „Happy Birthday to You (Честит рожден ден)“ или друга песен за рожден ден.
На детските партита често се отделя време за „отваряне на подаръци“, при което лицето, чийто рожден ден се празнува и гостите си разменят подаръци. Децата и дори възрастните понякога носят цветни шапки с форма на конус.
Партитата за рожден ден често са по-големи и по-екстравагантни, когато някой е навършил пълнолетие, което се счита в културата като като преход от детство към зряла възраст.

## Танци и балове
Танцът е социално събиране, на което гостите танцуват. Може да е случайна, неформална връзка или структурирано събитие като училищен танц или бал. Танците обикновено се провеждат вечер. Следобедният танц е официално известен като танц на чай.

## Коледно парти
В английската и американската култура през коледния сезон е традиционно да се прави коледно парти. Хората ходят от врата на врата в квартал и пеят коледни песни. Някои популярни коледни песни са We Wish You a Merry Christmas, Deck the Halls, The Twelve Days of Christmas, Frosty the Snowman, Jingle Bells, Silver Bells, Santa Claus Is Coming to Town, и O Holy Night.

## Моминско Парти
Моминско парти е специално събитие, предназначено да отбележи предстоящата сватба на булката и да предостави възможност за забавление и наслаждаване на специалния момент с близките и приятели.

## Ергенско Парти
Ергенско парти, известно още като мъжко парти, е традиционно събитие, което се провежда преди сватбата на бъдещия младоженец. Тази особена обредност предоставя на близките и приятелите на младоженеца възможността да посветят време за забавление и да споделят специални моменти.

## Афтърпарти
Афтърпартито е продължение на партито, което се провежда след сватба, училищен танц или друго по-официално събитие. Гостите обикновено са ограничени до приятели на домакина.

## Празненства, свързани с религиозни събития
Християнство
- Коледа
- Великден

Ислям
- Курбан Байрам
- Eid ul-Fitr

Юдаизъм
- Ханука
- Пасха
- Пурим

## Известни партита
- Екзотичен еротичен бал (Exotic Erotic Ball)
- Горящ човек (Burning Man)
- Парти на пълнолуние (Full Moon Party)
- Lollapalooza
- Nuit Blanche
- Уудсток фестивал (Woodstock Festival)
- Soul Clap и Dance-Off